# Elena Kleus
Elena Kleus,  née au Pirée en Grèce en 1932, est une actrice grecque qui a été active en Italie.

## Biographie
Les informations concernant cette actrice grecque active en Italie sont rares.
Elle est surtout connue pour avoir joué le rôle principal de Phryné dans le film Phryné, courtisane d'orient de Mario Bonnard sorti en  1953. Elle a participé à trois autres films, Carovana di canzoni de Sergio Corbucci, La Gioconda de Giacinto Solito et  Un palco all'opera de Siro Marcellini. Sur les films grecs, elle est créditée sous le nom de Virginia Petimezaki.
Elena Kleus disparaît des scènes au cours de la seconde moitié des années 1950.

## Filmographie
- 1953 : 
  - Phryné, courtisane d'orient de Mario Bonnard[2]
  - La Gioconda « film-opéra » de Giacinto Solito[3]
- Oneira koritsion de Kostas Andritsos[4]
- Prepei na ta pantrepsoume de Mavrikios Novak[5]
- 1954 : Carovana di canzoni de Sergio Corbucci[6]
- 1955 : Un palco all'opera « film-opéra » de Siro Marcellini[7].